# Litauszki Zsolt
Litauszki Zsolt Henrik  (Orosháza, 1975. október 14. -) Magyarország egyik legismertebb mesterszakácsa, a Magyar Gasztronómiai Egyesület és a Magyar Bocuse d’Or Akadémia tagja, 2016-ig volt a Zsidai Csoportnál Corporate Executive Chef (CECh), majd 2018-tól 2020. nyaráig a Gundel étterem executive séfje. 2020. júliusától a BDPST Hotel Management Zrt. szálloda üzletágának kreatív séfje. Egy orosházi iskolai menzától kanyargós út vitte a Michelin-reménységek negyvenes listájáig.

## Kezdetek
Litauszki Zsolt gasztronómia iránti szenvedélye már gyerekkorában kialakult. Nagyapja tapasztalt kertész volt, édesanyja Csendes Büfé néven kifőzdét üzemeltetett a szülővárosában. A hódmezővásárhelyi vendéglátóipari szakközépiskolában végzett. Később bár sikerrel felvételizett a JATE történelem szakára, de végül inkább a szakácsmesterséget választotta. Első két szakácsévét az orosházi Ételbár étteremben (melynek konyháját akkoriban a csabai Brill Bisztró tulajdonosának, Gabnai Csabának az édesapja vezette), majd egy orosházi iskolai menzán töltötte, ahol 3600 diákra kellett főzni naponta.

## Szakmai pálya
Litauszki eleinte kezdetleges szakmai tudását a fertőrákosi Ráspi étteremben fejlesztette tovább. Innen másfél évnyi munka után a határ túloldalára a ruszti csárdába csábították át. Ez a Ráspi után szakmailag visszalépés volt, ezért a határtól távolabb, a hegyekben kezdett dolgozni. Először a 4*-os Hotel Salbach-Hinterglemmben, majd a nyári szezonban a Thiersee menti ajurvédikus hotel konyháján. A következő téli szezontól a Zürs am Arlberg-i Sporthotelben, később a Panorama Royal Tirolban, illetve az Obergurgl Hotel Austria-ban és a Hotel Lorünserben lépkedett a konyhai ranglétrán felfelé. Innét a sérci Taubenkobelbe szerződött, ami az ő idején kapta meg második Michelin-csillagát (a hidegkonyhát vezette ott). A Taubenkobelben uralkodó hatalmas nyomás elől visszamenekült Rusztba, ezúttal a ruszti Bürgerhaus boutique hotel éttermébe, a Rusterhofba, ahol a konyhafőnök Michael Mooslechner helyettese lett. Az itt töltött három és fél év közben visszatért egy szezon erejéig a hegyekbe, ahol a St. Antoner Hof séfhelyettese volt. Ruszt után a kismartoni  Bodega la Ina konyháját vette át, ahol konyhafőnökként már a Michelin-csillag várományosa volt, amikor az éttermet a tulajdonos egészségügyi okokra hivatkozva egyszerű tapas-bárrá alakította, felmondva a kreatív konyhafőnöknek. Utolsó ausztriai állomáshelye Sascha Huber konyhája, a nezsideri Nykosparkban volt, ahová a nyári szezonban kreatív beugróként később is többször visszatért. Ezután 2008-ban hazatért Magyarországra, a Maligán borétterem üzemeltetője lett. Az étterem egy évvel a nyitás után bekerült a három legjobb magyar étterem közé. Litauszki Zsolt itt már a modern konyhaművészet vívmányaival rukkolt elő. Az étterem egy évig volt nyitva, majd magánséfként dolgozott pár évig, Törőcsik Jenő médiavállalkozó családjára főzött. Közben 2009-től a Zsidai-család hat éttermének tanácsadója, majd úgynevezett kreatív séfje (a kreatív séf feladata az éttermek étlapjának, kínálatának összeállítása, kitalálása) lett. 2016-ig irányítja a Pest-Buda, a 21 Magyar Étterem és a Pierrot szakmai munkáját. Ekkor már 12 éttermi egység létrehozásában és vezetésében vett részt a Zsidai csoporton belül. Ezután új kihívás várta Costa Ricán, ahol 2 étterem és 1 catering cég tanácsadója volt. 2017-ben megalapította a Litauszki Consulting nevű cégét, majd 2018-ban a Gundel étterem kreatív séfje lett. 2020. júliusától a BDPST Hotel Management Zrt. szálloda üzletágának kreatív séfje.

## Litauszki stílusa
„Szokták mondani, hogy sallangmentes, és kifinomult a fűszerérzéke. Egy elhagyott grundon is kiszagolja a vadon növő turbolyát, megy a bodza illata után. Az Ausztriában töltött évek elmélyítették, gazdagították a Monarchiára jellemző gasztronómiai stílusát, ami egyet jelent a régi magyar hagyományok ismeretével, használatával. A hal és a káposzta használata nagyon jellemző rá, Czifray-stílus, érdemes belelapozni, hogy mennyire mai, mennyire gazdag alapanyagokban, ízkombinációkban. Francia alapok, magyar leleménnyel.” - írja az Origo  egy cikkében.
"Marhapofa tarhonyával. Ragacsos körömpörkölt jut eszembe róla elsőre. Egyike azoknak a séfeknek, aki nagyon ügyesen és izgalmasan használja a fűszernövényeket, virágokat." - Mautner Zsófia gasztronómiai újságíró
"Naturális, természetközeli, letisztult, a természet adta fűszerek íze, illata a meghatározó a Zsoltnál. Ez nem meglepő, hiszen a nagymama fűvész volt, így Zsolt nagyon vágja ezt a témát, elmész vele egy kertbe és mindent ismer." - Zsidai Zoltán Roy, a Pierrot, 21, Pest-Buda, Spíler, ÉS éttermek tulajdonosa.

## Magánélete
Litauszki Zsolt jelenleg Budapesten él feleségével Timivel. Két kislány Sári és Lotti édesapja.